# 小行星11968
小行星11968（11968 Demariotte）是一颗绕太阳运转的小行星，为主小行星带小行星。该小行星于1994年8月12日发现。

## 轨道参数
小行星11968的轨道半长轴为2.7414658 UA，离心率为0.053。